# Women’s League
Die Women’s League (bis 2019 Swiss Women’s Hockey League A, bis 2014 Leistungsklasse A, kurz LKA oder LK A) ist die höchste Fraueneishockeyspielklasse der Schweiz. Sie wurde 1989 durch den Schweizer Eishockeyverband gegründet. Amtierender Meister sind die SCB Frauen.

## Geschichte
Die erste Fraueneishockey-Mannschaft der Schweiz wurde 1980 in Fribourg als „La Vannerie“ gegründet. Innerhalb der folgenden vier Jahre entstanden weitere acht Mannschaften, die ab 1985 in zwei Gruppen die Gruppenmeisterschaft ausspielten. 1984 wurden die Frauen in den Schweizerischen Eishockey-Verband (SEHV) aufgenommen. Ab 1987 wurde der Schweizer Meistertitel ausgespielt, erster Schweizer Frauen-Meister wurden die EHC Kloten Specials.
Neben dem Spielbetrieb in der Liga wurde Ende der 1980er Jahre die „Swiss-Selection“ gegründet, ein nationales Auswahlteam der besten Spielerinnen des Landes, das im April 1987 am ersten inoffiziellen „World-Tournament“ in Toronto teilnahm. Aus dieser Mannschaft entstand die Schweizer Eishockeynationalmannschaft der Frauen.
1988 gab es in der Schweiz insgesamt 18 Frauenmannschaften mit etwa 350 lizenzierten Spielerinnen.
1989 wurde der Spielbetrieb in zwei Leistungsklassen (LK) aufgeteilt, die LK A mit sechs Teilnehmern und die LK B mit 17 Mannschaften. Die LK B wurde in drei Gruppen, West-, Zentral- und Ostschweiz, ausgespielt. Mit der zunehmenden Professionalisierung wurden ab 1989 vermehrt auch ausländische Spielerinnen in der Schweiz eingesetzt.
Ein Jahr später wurde erstmals der offizielle Schweizermeistertitel des SEHV ausgespielt. Vor der Saison 1995/96 wurden die insgesamt 29 Mannschaften der Schweiz in drei Leistungsklassen aufgeteilt, die LK A und B mit jeweils sechs Vereinen sowie die neue und LK C. Letzterer gehörten 17 Vereine an, die in drei regionalen Staffeln gegeneinander antraten.
Zwischen 1995 und 2001 wurden die beiden oberen Spielklassen teilweise auch als Nationalliga A respektive Nationalliga B bezeichnet. Im Final der Saison 1998/99 trafen der EV Zug und der SC Reinach aufeinander. Dabei gewann der EV Zug zum ersten Mal den Meistertitel. Der DHC Lyss konnte nach einer erfolglosen Vorrunde nicht mehr ins Titelrennen eingreifen. Der EHC Biel konnte sich als Aufsteiger nicht in der LK A etablieren und stand früh als Absteiger fest. 1999 schaffte der EHC Illnau-Effretikon den Aufstieg aus der Leistungsklasse B in die höchste Spielklasse.
In der Saison 2001/02 wurde die Meisterschaft der LK A erstmals als Finalturnier mit vier Teilnehmern ausgetragen. Der Vorjahresmeister SC Reinach setzte sich im Final gegen den DHC Lyss nach einem 5:0-Vorsprung knapp mit 5:4 durch. Ein Jahr später schafften der gleiche Club mit einem Kader von nur neun Spielerinnen und einem erneuten Finalsieg gegen den DHC Lyss den Titel-Hattrick.
Seit der Saison 2005/06 wird der Schweizer Meister in den Play-offs im Modus Best of Three ausgespielt. Seither wird die Liga vor allem vom HC Lugano dominiert, dessen Spielerinnen bisher vier Mal Meister wurden. In der Saison 2007/08 wurde der DHC Langenthal Schweizer Meister.
Seit der Saison 2010/11 wird der Schweizer Meister in den Play-offs im Modus Best of Five ausgespielt. Seither standen sich im Final jeweils die HC Lugano Ladies und die ZSC Lions Frauen gegenüber. In der Saison 2012/2013 ging erstmals in der Geschichte der LKA ein Final über fünf Spiele. Den ZSC Lions gelang damals das Kunststück, einen 0:2-Rückstand noch aufzuholen und dann auch Meister zu werden.
Insgesamt nahmen 2013 35 Mannschaften am Spielbetrieb teil: In den Leistungsklassen A und B mit sechs respektive acht Mannschaften wurde überregional gespielt. Die Leistungsklasse C umfasste drei regionale Gruppen: Ostschweiz (sieben Clubs), Zentralschweiz (sieben Clubs) und Westschweiz (sieben Clubs).
Vor der Saison 2014/15 wurde das Ligasystem im Schweizer Fraueneishockey von Leistungsklasse A – C in Swiss Women’s Hockey League A – C umbenannt.
Im September 2019 wurde die oberste Frauen-Spielklasse in Women’s League umbenannt, während die unteren Spielklassen ihre Namen behielten.

## Teilnehmer der Saison 2023/24
| Team                        | Standort     | Eishalle                |
| --------------------------- | ------------ | ----------------------- |
| HC Davos Ladies             | Davos        | Zondacrypto Arena       |
| HC Fribourg-Gottéron Frauen | Fribourg     | BCF-Arena               |
| HCAP Girls                  | Quinto TI    | Gottardo Arena          |
| HC Ladies Lugano            | Lugano       | Cornèr Arena            |
| Neuchâtel Hockey Academy    | Neuenburg NE | Patinoires du Littoral  |
| SC Bern Frauen              | Bern         | PostFinance-Arena       |
| SC Langenthal               | Huttwil      | Eishalle Campus Huttwil |
| ZSC Lions Frauen            | Zürich       | Kunsteisbahn Heuried    |

## Schweizer Meister

### Meistertafel
- 1987: EHC Kloten Specials
- 1988: EHC Kloten Specials
- 1989: Grasshopper Club Zürich
- 1990: Grasshopper Club Zürich
- 1991: Grasshopper Club Zürich
- 1992: EHC Bülach
- 1993: SC Lyss
- 1994: DHC Langenthal
- 1995: SC Lyss
- 1996: SC Lyss
- 1997: DHC Lyss
- 1998: EV Zug
- 1999: EV Zug
- 2000: DSC St. Gallen
- 2001: SC Reinach
- 2002: SC Reinach
- 2003: SC Reinach
- 2004: EV Zug
- 2005: EV Zug
- 2006: Ladies Team Lugano
- 2007: Ladies Team Lugano
- 2008: DHC Langenthal
- 2009: Ladies Team Lugano
- 2010: Ladies Team Lugano
- 2011: ZSC Lions Frauen
- 2012: ZSC Lions Frauen
- 2013: ZSC Lions Frauen
- 2014: Ladies Team Lugano
- 2015: Ladies Team Lugano
- 2016: ZSC Lions Frauen
- 2017: ZSC Lions Frauen
- 2018: ZSC Lions Frauen[6]
- 2019: HC Ladies Lugano
- 2020: kein Meister
- 2021: HC Ladies Lugano
- 2022: ZSC Lions Frauen
- 2023: ZSC Lions Frauen
- 2024: SCB Frauen

### Statistik
| Team                                | Meistertitel | Jahre                                                            |
| ----------------------------------- | ------------ | ---------------------------------------------------------------- |
| ZSC Lions Frauen / Grasshopper Club | 11           | 1989, 1990, 1991, 2011, 2012, 2013, 2016, 2017, 2018, 2022, 2023 |
| HC Lugano                           | 8            | 2006, 2007, 2009, 2010, 2014, 2015, 2019, 2021                   |
| EV Zug                              | 4            | 1998, 1999, 2004, 2005                                           |
| DHC Lyss / SC Lyss                  | 4            | 1993, 1995, 1996, 1997                                           |
| SC Reinach                          | 3            | 2001, 2002, 2003                                                 |
| DHC Langenthal                      | 2            | 1994, 2008                                                       |
| EHC Kloten                          | 2            | 1987, 1988                                                       |
| DSC St. Gallen                      | 1            | 2000                                                             |
| EHC Bülach                          | 1            | 1992                                                             |
| SC Bern                             | 1            | 2024                                                             |